# 褐斜鲽
褐斜鰈（学名：Plagiopsetta glossa），又名舌形斜頜鰈、斜頜鰈，为輻鰭魚綱鰈形目鰈亞目冠鰈科斜頜鰈屬下的一个种，為熱帶海水魚，分布於西太平洋區，從日本至澳洲新南威爾斯海域，棲息深度65-238公尺，體長可達19公分，棲息在沙泥底質的亞潮帶，稀有，以底棲生物為食，生活習性不明。